# Notechis scutatus

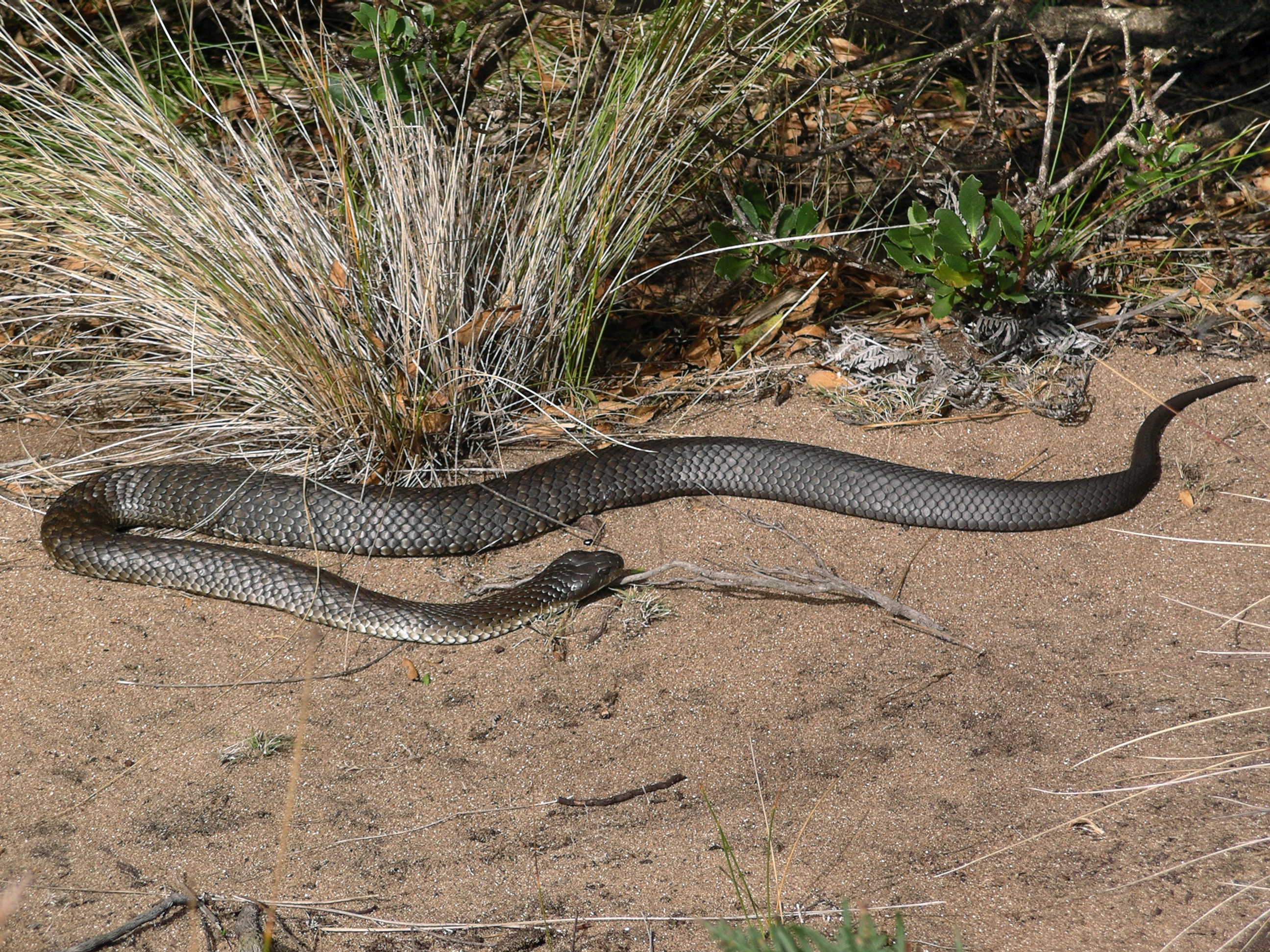

Notechis scutatus é uma espécie de cobra venenosa  pertencente à ordem Squamata, família Elapidae, nativa da Austrália. Seu veneno neurotóxico é muito potente, podendo levar um ser humano à morte até 30 minutos após a mordida. No entanto, normalmente, esta ocorre entre 6 a 24 horas.

## Plasticidade fenotípica
A espécie foi estudada como exemplo de plasticidade fenotípica. Em um estudo, comparou-se uma população do continente, acostumada a caçar presas menores, e de uma ilha, que preda principalmente presas maiores (médias das presas 33 milímetros versus 78 mm de circunferência). As serpentes do continente apresentavam crânios mais curtos, o que poderia ser causado pela genética ou pela resposta ao ambiente de presas maiores. Experimentalmente, serpentes do continente e da ilha foram criadas desde o nascimento sendo alimentadas com ratos menores ou maiores. Inicialmente, aos dois meses de idade, serpentes da ilha apresentavam cabeças maiores, certamente devido à influência genética. No entanto, ao final de oito meses de alimentação diferenciada, as serpentes de ilha alimentadas com presas maiores tiveram crânios muito maiores do que as alimentadas com presas menores, e o mesmo aconteceu com serpentes do continente. Isso revela que há um componente genético para os crânios maiores da população da ilha, mas também um fator ambiental e comportamental, que é o tamanho dos alimentos.
No entanto, um estudo posterior revelou que este efeito não ocorre em todas as populações da espécie. O efeito de plasticidade foi maior em populações de áreas colonizadas ou isoladas a pouco tempo, como em populações de três ilhas estudadas. Em uma população isolada 30 anos antes do estudo, os crânios são pequenos ao nascer mas com plasticidade Uma população isolada 90 anos antes apresentava crânios intermediários e também com plasticidade. Já uma população mais antiga, com 9 mil anos, apresenta crânios largos, porém sem plasticidade. Isso indica que a plasticidade foi erodida com o tempo habitando o mesmo ambiente, e a população se tornaria mais estável em sua morfologia.